# 戦慄!プルトニウム人間
『戦慄!プルトニウム人間』（せんりつ!プルトニウムにんげん、The Amazing Colossal Man）は、1957年公開のアメリカ合衆国の映画。バート・I・ゴードンが製作・監督・脚本・特殊効果を務め、AIPが配給したSF映画である。

## ストーリー
ネバダ砂漠で行われたプルトニウム爆弾の実験中、マニング中佐は不時着したセスナ機の救助を行おうとしたため核爆発に巻き込まれる。全身大火傷を負ったうえ大量に被曝し、もはや助かる余地は無いとされたが、彼の身体は新たな皮膚が誕生し驚異の回復を見せ始める。しかしある日を境に彼は病院から姿を消してしまう。マニングの婚約者・キャロルはこれを不審に思い、ようやく彼が収容された陸軍基地を探し当てるが、そこにいたのは部屋一杯に巨大化したマニングの姿だった。彼の身体は回復どころか成長をし続けており、陸軍は事態を隠蔽するためにマニングを隔離したのである。
巨人となったマニングはその心臓が身体の急成長に追いついておらず、いずれ生命に危険が及ぶと診断される。科学者達は彼を元の姿に戻すための研究に取り組み、キャロルもマニングを必死に励まし力になろうとする。しかしマニングは巨大化した自らの姿に耐えきれず、彼の精神は徐々に崩壊していく。ついに異常をきたしたマニングは基地から逃亡してラスベガスに出現する。

## 概要
巨大生物の登場するB級映画を次々と製作したバート・I・ゴードンの代表作で、ゴードンは本作で、製作・監督・脚本・特殊効果を兼任した。配給は、やはりB級映画を量産したAIPであった。マニングの婚約者キャロルを演じたのは、前年にAIPの製作していた『怪物の女 海獣の霊を呼ぶ女』に出演したキャシー・ダウンズである。リンドストーム役のウィリアム・ハドソンは、本作の共同脚本家マーク・ハンナが脚本を書いた翌年の『妖怪巨大女』にも出演した。スタッフ・キャストともB級映画に終始した者が多い中、撮影のジョゼフ・バイロックは、後年『タワーリング・インフェルノ』でアカデミー撮影賞を受賞している。
本作公開の翌1958年には、続編の『巨人獣』が製作されたが、本作でマニング中佐を演じたグレン・ランガンは出演せず、中佐（巨人）役はディーン・パーキンに替わっている。また本作は、日本では長らく劇場では公開されなかったが、1994年になって劇場公開された。

## キャスト
※括弧内は日本語吹替（初回放送1968年9月5日『木曜洋画劇場』）
- グレン・マニング中佐：グレン・ランガン
- キャロル・フォレスト：キャシー・ダウンズ
- ポール・リンドストーム：ウィリアム・ハドソン
- ハロック大佐：ジェームズ・シーイ
- クルター医官：ラリー・ソー

## スタッフ
- 製作総指揮：サミュエル・Z・アーコフ、ジェームズ・H・ニコルソン
- 監督：バート・I・ゴードン
- 製作：バート・I・ゴードン
- 脚本：バート・I・ゴードン、マーク・ハンナ
- 音楽：アルバート・グラッサー
- 撮影：ジョゼフ・バイロック
- 編集：ロナルド・シンクレア